# Quadritia
Quadritia is een geslacht van uitgestorven kreeftachtigen uit de klasse van de Ostracoda (mosselkreeftjes).

## Soorten
- Quadritia (Krutatia) aperta Melnikova, 1986 †
- Quadritia (Krutatia) blidselensis Schallreuter, 1987 †
- Quadritia (Krutatia) decima (Stumbur, 1956) Schallreuter, 1990 †
- Quadritia (Krutatia) iunior Schallreuter, 1981 †
- Quadritia (Krutatia) krausei (Schallreuter, 1976) Schallreuter, 1981 †
- Quadritia (Krutatia) tromelini Vannier & Schallreuter, 1983 †
- Quadritia octispina (Oepik, 1937) Schallreuter, 1966 †
- Quadritia quadrispina (Krause, 1892) Schallreuter, 1966 †